# Lino Guzzella
Lino Guzzella (Zurigo, 13 ottobre 1957) è un ingegnere svizzero con cittadinanza italiana.

## Biografia
Lino Guzzella è professore ordinario di termoelettronica dal 1999 e, inoltre, da agosto 2012 a dicembre 2014 rettore dell'ETH di Zurigo dove ha poi ricoperto il ruolo di presidente da gennaio 2015 a dicembre 2018.
Dopo aver conseguito il diploma di laurea in ingegneria meccanica nel 1981 e il dottorato di ricerca nel 1986 presso il Politecnico federale di Zurigo, ha ricoperto diversi incarichi nell'industria e nel mondo accademico, come assistente e professore associato nel dipartimento di ingegneria elettrica e ingegneria meccanica del Politecnico di Zurigo e professore ospite presso la Ohio State University.
Guzzella è fellow dell'IFAC e dell'IEEE e membro della Swiss academy of engineering sciences (SATW).